# Alejandro Agustín Lanusse
Alejandro Agustín Lanusse (ur. 28 sierpnia 1918 w Buenos Aires, zm. 26 sierpnia 1996 tamże) – argentyński polityk i wojskowy, od 22 marca 1971 do 25 maja 1973 prezydent Argentyny.
Pochodził z rodziny sytuującej się w wyższej klasie średniej w Buenos Aires.  W 1938 roku ukończył szkołę wojskową i wstąpił do kawalerii. W 1951 roku, jako kapitan, wziął udział w nieudanej próbie obalenia Juana Peróna, za co został skazany na dożywotnie więzienie. W 1955 roku, kiedy Perón utracił władzę w wyniku wojskowego zamachu stanu, Lanusse został uwolniony z więzienia oraz awansowany do stopnia podpułkownika. Stał się członkiem najwyższego dowództwa armii i związał z generałem Juanem Carlosem Onganíą, który w 1966 roku został wybrany na prezydenta. W 1968 roku Lanusse został naczelnym dowódcą amii, w 1971 roku przejął władzę w kraju. W czasie jego prezydentury miały miejsce liczne protesty, a także akty terroru i sabotażu. Aby zapobiec dalszym niepokojom społecznym, Lanusse zaczął dążyć do porozumienia ze zwolennikami przebywającego na emigracji Juana Peróna. Samemu Perónowi pozwolił na odzyskanie stopnia generała. W przeprowadzonych w 1973 roku wyborach zwyciężył peronista Héctor José Cámpora. Gdy Lenusse opuszczał pałac prezydencki, doszło do przepychanek i ataków na niego.
W 1976 roku, kiedy wojskowi pod dowództwem Jorge Rafaela Videli dokonali zamachu stanu i rozpoczęli tzw. brudną wojnę, Lenuss otwarcie krytykował ich metody i naruszenia praw człowieka. Jego krytycy wskazywali, że do pierwszych represji przeciwko lewicowym aktywistom dochodziło już w okresie jego prezydentury.
W 1994 roku odbył dziesięciodniową karę aresztu domowego za krytykę ówczesnego prezydenta Carlosa Menema.